# Itération iconique
L’itération iconique désigne, en bande dessinée, la répétition d'une même case plusieurs fois de suite sans autres variations que dans le texte. L'expression est également parfois utilisée pour désigner l’itération iconique partielle, c'est-à-dire la répétition d'une même case avec des modifications limitées.
La capacité de ce procédé à générer du comique de répétition fait qu'il est généralement utilisé à des fins humoristiques. Bien qu'elle existe depuis les débuts de la bande dessinée, l'itération iconique a été nommée et définie dans le cadre des travaux de l'Oubapo.
Parmi les albums reposant sur ce procédé, on peut citer Psychanalyse (1990), de Lewis Trondheim, et Moins d'un quart d'heure pour vivre (1990), du même Lewis Trondheim, avec des dessins de Jean-Christophe Menu.